# Rhodanine
Rhodanine (niet te verwarren met rhodamine) is een organische verbinding afgeleid van thiazolidine. Het molecuul van rhodanine heeft een dubbel aan het koolstofatoom op positie 4 gebonden zuurstofatoom en een dubbel aan het koolstofatoom op positie 2 gebonden zwavelatoom.
Rhodanine-derivaten kunnen, net zoals thiazolidine-derivaten, farmaceutisch actieve stoffen zijn. Een voorbeeld daarvan is epalrestat, dat de voortgang van diabetische neuropathie vertraagt en de symptomen ervan vermindert.

DMAB-rhodanine

5-(4-dimethylaminobenzylideen)rhodanine (DMAB-rhodanine) is een cheleermiddel dat complexen vormt met verschillende metalen. Het wordt gebruikt als reagens in de analytische scheikunde, onder meer voor het bepalen van goud of palladium en bij histologische kleuringen om koper in weefsels aan te tonen.
Rhodaninederivaten kunnen bereid worden door de reactie van koolstofdisulfide, een primair amine en een ester van acetyleendicarbonzuur.